# River Douglas (River Ribble)
Der River Douglas ist ein Wasserlauf in Lancashire, England. Er entspringt am Winter Hill östlich von Horwich und fließt zunächst in westlicher Richtung durch den Ort um sich dann nach Norden zu wenden. Er fließt im Süden von Adlington, wo er den Leeds and Liverpool Canal kreuzt und sich nach Süden wendet. Der River Douglas bildet einen der Zuflüsse der Worthington Lakes Stauseen. Er erreicht nach dem Verlassen der Stauseen in südlicher Richtung fließend Wigan, wo er sich nach Westen wendet und parallel zum Leeds and Liverpool Canal verläuft. Bei Parbold verlässt er zunächst den Kanal und wendet sich in nördlicher Richtung, um den Kanal bei Ruffold erneut zu treffen. Vor seiner Mündung in den River Ribble wird er bei Hesketh Bank auch als River Astland bezeichnet.